# 정순주
정순주(1985년 8월 24일~)는 대한민국의 방송인이다. 2012년부터 2014년까지 XTM에서 아나운서로 있었으며, 2015년 SPOTV, 2015년 10월부터 2018년 12월까지 MBC 스포츠 플러스에서 아나운서로 활동했다. 2019년 3월부터 JTBC3 폭스 스포츠에서 아나운서로 활동중이다.

## 학력
- 2001년 선화예술중학교 무용과 (졸업)
- 2004년 선화예술고등학교 무용과 (졸업)
- 2008년 이화여자대학교 무용과 학사 (졸업)
- 2012년 이화여자대학교 교육대학원 석사

## 경력
- 2012년 ~ 2014년 / XTM 아나운서
- 2015년 / SPOTV 아나운서
- 2015년 ~ 2018년  / MBC 스포츠 플러스 아나운서
- 2019년 ~ / JTBC 골프&스포츠 아나운서

## 방송
- XTM / wanna B / (2012.04.07 ~ 2012.07.22)
- XTM / Baseball Wanna B / (2012.07.24 ~ 2014.11.11)
- SBS sports / 야구 앤더 시티 / (2015.05.11 ~ 2015.06.08)
- MBN / 도시탈출 외인구단 / (제6회) (2016.01.09)

## 참조
1. ↑  “무용선생님, 아나운서 되기까지…MBC스포츠+ 정순주 아나운서, 네이버 스포츠”. 2016년 10월 27일에 확인함.